# Специјална ОШ „Душан Дугалић” Београд
Основна школа „Народни херој Душан Дугалић” је школа за децу са посебним потребама, налази се у улици Ђердапска 19, општина Врачар, град Београд. Данас се у њој образује и васпитава око 100 ђака са сметњама у менталном развоју. То су ученици који имају сложене сметње у развоју, ученици са аутизмом, Дауновим синдромом и са додатним здравственим тешкоћама. Настава се обавља у две смене, од првог до осмог разреда , кроз разредну и разредно-предметну наставу. У школи се реализује и рад у једном предшколском одељењу и боравку, за ученике чији родитељи за тим имају потребу. Реализацију образовно-васпитног рада остварују дефектолози,  у одељењима са најчешће 6 ученика. Психолог, логопед и реедукатор психомоторике, као чланови стучног тима, спроводе индивидуални и групни рад и третман са ученицима, као и саветодавно-инструктивни рад са породицом.Евалуација постигнућа ученика, њихова мотивација за рад и исказане потребе родитеља су нам  основне смернице за даљи подстицај напретка сваког ђака.

## Историја
Основна школа народни херој Душан Дугалић основана је 15. децембра 1961. Првобитно је била смештена у Авалску 8, да би на данашнју адресу прешла већ 8. марта 1962. године. 1970 године уводи се боравак за ученике. Средином 70-их школа је започела укључивање ученика са сметњама у развоју, као и ученике са поремећајем у понашању у школи. Тада је остварена сарадња са домовима за децу лишену родитељског старања.
Од средине седамдесетих година прошлог века заочели смо укључивање ученика са комбинованим и вишеструким сметњама у развоју, као и ученика са поремећајем у понашању у школу, у чему смо такође били прва школа.Већ тада је остварена сарадња са домовима за децу лишену родитељског старања и део њихових штићеника похађао је нашу школу.И данас је сарадња са овим домовима и обухват њихових штићеника значајан.
Када је 1975. године отворен Дефектолошки факултет (данас Факултет за специјалну едукацију и рехабилитацију – ФАСПЕР), школа је постала и база факултета, те већ 43 године 
наставници обављају менторски рад, а у школи се обавља и редовна студентска пракса.
1980. године отвара се предшколско одељење.
Од средине седамдесетих година прошлог века започелио се са ротационом наставом , набавком нових аудио-визуелних и других, за тадашње услове најсавременијих дидактичких средстава и опреме, као и константним унапређивањем наставног процеса.
Крајем седамдесетих година склопљен је уговор између школе и Дома здравља Врачар, којим је успостављен договор да њихов дечји психијатар, заједно са психологом, социјалним радником и дефектологом, сваке друге недеље посећује школу и прати развој и напредовање ученика, кроз заједнички тимски рад. Ова сарадња показала је изузетно добре резултате, али је у последње три године прекинута, јер Дом здравља Врачар нема довољно особља које би могло да се укључи у ову активност.
1996. године, покренут је часопис ” Ти можеш ”. Мото часописа био је ” Alteri vivas oportet, si vis tibi vivere ” ( ” За друге треба да живиш, ако хоћеш за себе да живиш ”). Часопис је престао да излази из материјалних разлога.
Средином деведесетих отворена је компјутерска учионица, за ученике са сметњама у развоју. Организована је обука за употребу рачунара. Двоје наставника школе, у то време, креирали су две едукативне компјутерске игрице за ученике.
Школа је сада специјализована за ученике са посебним потребама и данас је похађа око 100 ученика.

## Структура
Школа је организована на три целине
- Предшколско одељење
- Основна школа
- Дневни боравак

А постеоје следећи органи:
Школски одбор
- Савет родитеља
- Директор
- Ученички парламент
- Педагошки колегијум
- Наставничко веће
- Одељенска већа
- Стручно веће за основну групу предмета
- Стручно веће за уметност и вештине
- Стручно веће за рад са ученицима са сложеним потешкоћама у развоју
- Стручни актив за развојно планирање и развој школског програма
- Стручни актив за самовредновање
- Тим за заштиту деце и ученика од дискриминације, насиља, злостављања и занемаривања
- Тим за инклузивно образовање
- Тим за описно оцењивање
- Стручни тим
- Тим за обезбеђивање квалитета и развоја установе
- Тим за рану интервенцију и додатну подршку
- Тим за пројектну активност
- Тим за професионалну оријентацију[4]

## Запослени
Запослени кадар је веома добро едукован и високопрофесионалан. Имају запослени 2 доктора наука, сви наставници имају мастер, 5 наставника је на последипломским студијама.
Један наставник је званични медијатор на списку медијатора Републике Србије. Један наставник је 2016. године изабран за “Најбољег едукатора” Србије.
Наставници су креатори 3 едукације из каталога МПНТР-а, а многи су предавачи, обучени тренери у различитим областима, а образовани су и у другим сферама које нису стриктно везане за школу, али свакако доприносе њиховом раду. Креатори су семинара – ” Подршка наставницима, васпитачима и стручним сарадницима за рад и учење са ученицима са аутизмом у вртићу и школској средини ” као и семинара ” Аутизам, да знам шта да радим ”, Једни од реализатора семинара ” Комуникација и изградња социјалних односа између актера образовног процеса ” Две запослене су креатори ” Бон – тона ” – са препорукама за комуникацију са особама са инвалидитетом.
Део наставника школе аутори су више од 30 стручних текстова објављених у различитим часописима међународног значаја, нашим часописима, зборницима, каталозима, монографијама...

## Награде и повење
1. ПОВЕЉА – Републичка награда 25. Мај за постигнуте резултате од изузетне вредности у области васпитања и образовања у Социјалистичкој Републици Србији (25.05.1987) – Социјалистичка Република Србија Скупштина Србије Одбор за додељивање републичке награде – 25. Мај
2. Савет Дефектолошког факултета универзитета у Београду – ПОВЕЉА – У знак посебног признања за изузетан допринос развоју дефектолошке теорије и праксе организације образовања стручњака за рад са лицима ометеним у психичком и физичком развоју и социјалном понашању и за унапређење организације рада Дефектолошког факултета (5.11.1980)
3. Заједница школа за ученике са посебним потребама Србије – ПОВЕЉА –У знак посебног признања за за изузетне доприносе развоју дефектолошке теорије и прексе као и неговању хуманих и племенитих осећања човекољубља (29.05.2003)
4. Дефектолошки факултет Универзитета у Београду – ПОВЕЉА – за изузетан допринос и унапређење дефектолошке теорије и праксе и подршку раду Дефектолошког факултета (1411.2005)
5. Министарство просвете и спорта Скупштине града Београда –ПОХВАЛНИЦА – најбољој ОШ за постигнуте резултате у школској 2002/03. години – (27.01. 2004)
6. Република Србија Савез ученичких задруга – ДИПЛОМА – за постигнуте резултате у такмичарској акцији ”Најлепше школско двориште” – и укупне активности на заштити и унапређењу животне средине
7. Плакета коју Градска општина Врачар додељује поводом акције ”Врачар мој зелени кутак” на Светски дан заштите животне средине- за освојено прво место у категорији Најлепше уређено школско и предшколско двориште (5.јун 2013,-24.мај 2008, као и 5.6.2009)
8. ЈКП Зеленило Београд – захвалница –поводом успешне сарадње на реализацији програма ”За зеленији Београд” – 3. Награда за уређење школског дворишта
9. Луткарски едукативни фестивал 1. награда на 4. ”ЛУТКЕФ-у” и награда дефектологу Бисерки Ђорђевић
10. Градска чистоћа – ДИПЛОМА – за освојено 3. место НА ИЗБОРУ ЗА НАЈУРЕДНИЈЕ ШКОЛСКО ДВОРИШТЕ 23.новембар 2012.
11. Градска чистоћа 3. Награда за најлепше уређено школско двориште 2013. год.
12. На конкурсу МПНТР – у оквиру пројекта ” Развионица ” – школа је изабрана за Школу вежбаоницу
13. Изабрани за једну од 20 школа у Србији ( као једини представници школа за децу са сметњама у менталном ( когнитивном ) развоју одабрани смо за учешће у пројекту ” Развој демократске културе у школама у Србији ” у организацији Funded by the European Union and the Council of Europe и подржану од стране МПНТР.